# خیابان چاپ
خیابان چاپ (به هندی: Sadak Chhap) فیلمی محصول سال ۱۹۸۷ و به کارگردانی آنیل گانگولی است. در این فیلم بازیگرانی همچون جکی شروف، پادمینی کولاپوری، ریچا شارما، آمریش پوری، دون ورما، گلشن گروور ایفای نقش کرده‌اند.